# سيمون ناش
سيمون نـاش (بالإنجليزية: Simon Nash)‏ هو ممثل بريطاني، ولد في 7 سبتمبر 1972.

## وصلات خارجية
- سيمون نـاش على موقع IMDb (الإنجليزية)
- سيمون نـاش على موقع قاعدة بيانات الفيلم (الإنجليزية)